# 강주아오 대교

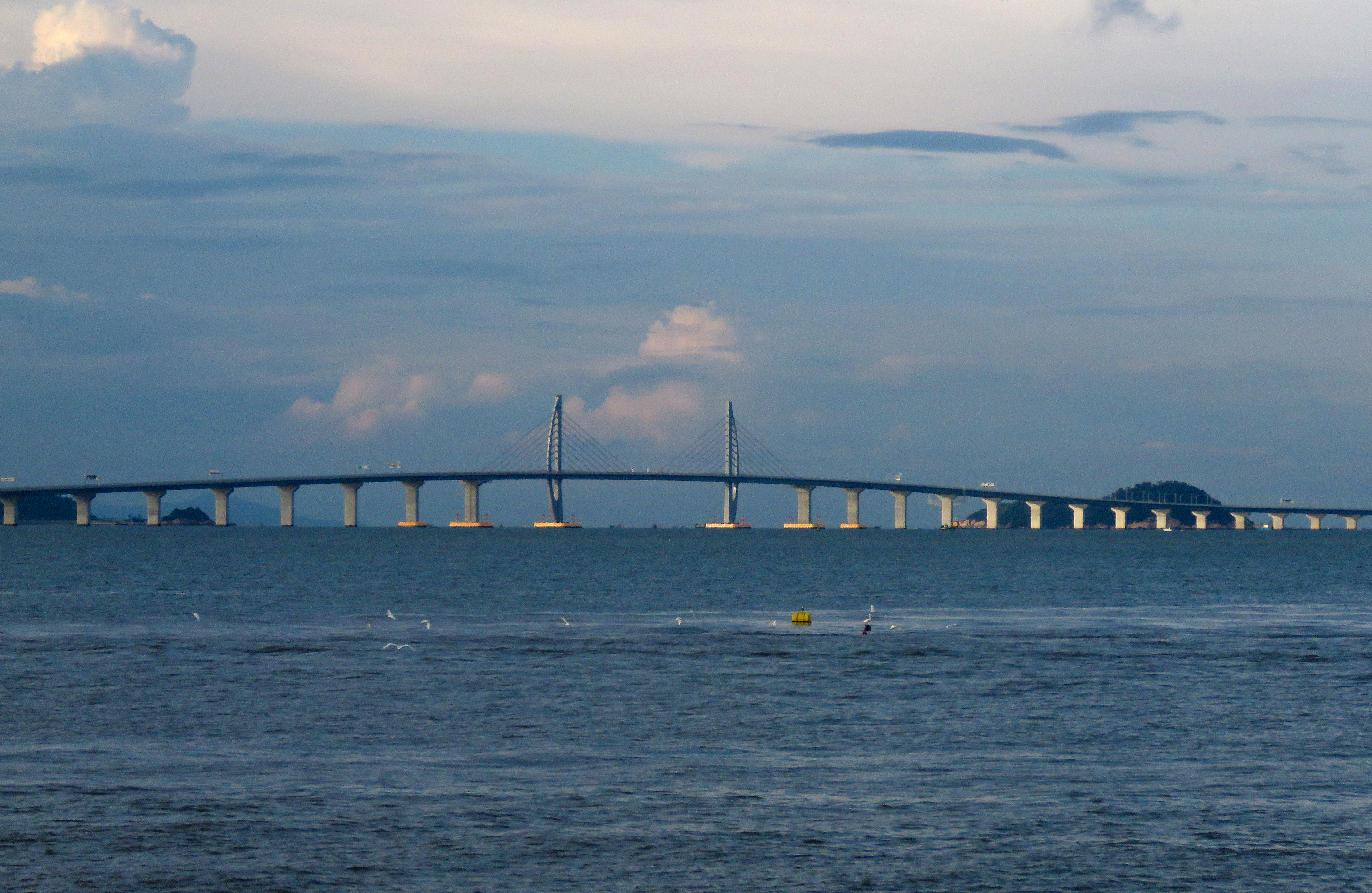
강주아오 대교

강주아오 대교 노선

강주아오 대교(중국어: 港珠澳大橋, 영어: Hong Kong–Zhuhai–Macau Bridge, 포르투갈어: Ponte Hong Kong-Zhuhai-Macau, 항주오대교)는 홍콩, 마카오, 주하이시를 연결하는 다리이다.

## 개요
다리는 사장교 양식을 띠고 있으며 편도 3차선(합계 6차선) 자동차 전용 도로이다. 다리의 전체 길이는 55km인데 다리 구간의 길이는 22.9km, 인공섬 안에 설치된 해저터널 구간의 길이는 6.7km, 높이는 280m ~ 460m이다.
홍콩 국제공항을 경유하는 베이란터우 도로(北大嶼山公路)와 연결되어 있다. 마카오와 주하이 시 사이에는 2.62km2 규모의 인공섬이 설치되어 있는데 인공섬 안에는 해저 터널이 설치되어 있다. 다리 안에는 출입국 검문소 3개가 설치되어 있다.

징강아오 고속공로
주강 삼각주 환상 고속공로

## 역사
1983년 우잉셰운(胡應湘) 합화실업(合和實業) 회장이 주강 삼각주 서부와 홍콩을 30분 정도로 연결하는 다리를 건설해서 제조업, 관광을 발전시키자고 제안했지만 비용이 많이 든다는 이유로 실현되지 않았다. 1989년에는 주하이 시가 주하이 시, 선전시를 연결하는 링딩양 대교(伶仃洋大橋) 건설을 제안했다.
1997년에는 중화인민공화국 국무원이 링딩양 대교 건설 계획을 지지했고 2002년 11월에는 주룽지 중화인민공화국 총리가 우잉셰운의 다리 건설 제안을 지지했다. 2003년 7월에는 베이징 시를 방문한 도널드 창 홍콩 행정장관이 중화인민공화국 정부 당국자들과 함께 다리 건설 계획을 논의했다.
2009년 12월 15일에 공사를 시작했으며 리커창 중화인민공화국 부총리가 기공식에 참석했다. 2018년 10월 22일에 개통식을 가진 후 2018년 10월 24일에 개통 되었다.

## 통행 방식
홍콩과 마카오가 좌측 통행이고 주하이시는 당연히 우측 통행을 하고 있다. 통행 방식은 중국 측을 따라 우측 통행 방식이며 홍콩과 마카오 심사대에서 통행 방식이 바뀌는 형태이며 통행료는 홍콩 달러 또는 마카오 파타카가 아닌 런민비(중국 위안)로만 원칙적으로 징수되며 통행증을 발급한 차량에 한하여 통행할 수 있다.